# Skibet Kirke
Skibet Kirke er sognekirke i Skibet Sogn. Kirken ligger på sydsiden af landevejen fra Vejle til Grindsted med Skibet by liggende på nordsiden.
Skibet Kirke er romansk, men har gotiske ombygninger. Den har kalkmalerier fra ca. 1200 og en romansk døbefont af granit.

## Eksterne kilder og henvisninger
- Wikimedia Commons har flere filer relateret til Skibet Kirke
- Skibet Kirke Arkiveret 15. februar 2011 hos  Wayback Machine hos nordenskirker.dk
- Skibet Kirke hos denstoredanske.dk
- Skibet Kirke hos KortTilKirken.dk
- Skibet Kirke hos danmarkskirker.natmus.dk (Danmarks Kirker, Nationalmuseet)